# Вулиця Олександра Лазаревського (Київ)
Ву́лиця Олекса́ндра Лазаре́вського — вулиця в Дніпровському районі міста Києва, житловий масив Соцмісто. Пролягає від бульвару Верховної Ради до вулиці Гетьмана Павла Полуботка. 
Прилучаються вулиці Вінстона Черчилля та Краківська.

## Історія
Вулиця виникла у середині XX століття.   Названа на честь російського національного героя Кузьми Мініна — з 1955 до 2023 року. Сучасна назва на честь українського історика, генеалога Олександра Лазаревського — з 2023 року.  

## Пам'ятки
Будинки № 12, 14-а і 18 є пам'ятками архітектури.

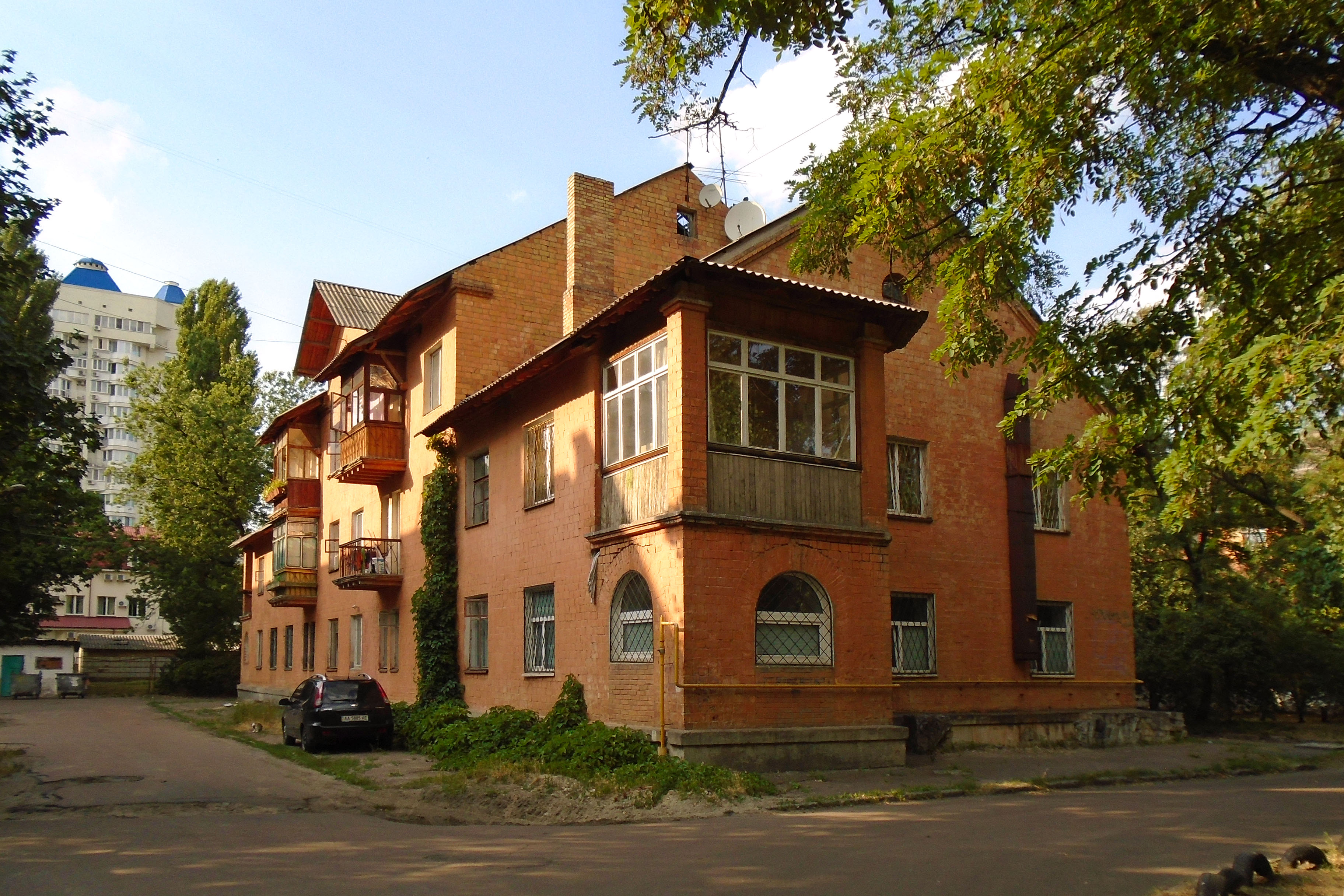
Будинок № 14-а
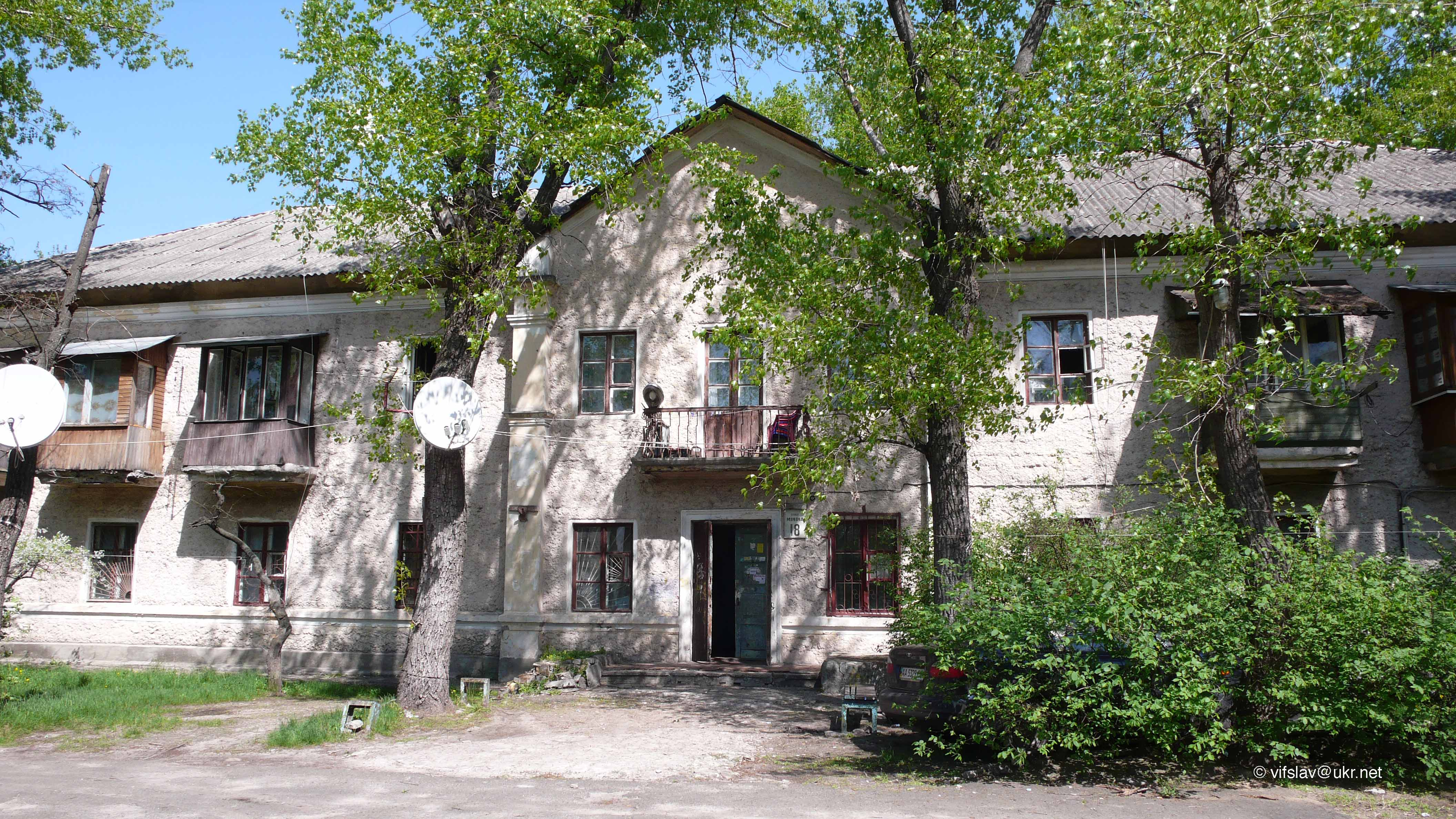
Будинок № 18

## Установи та заклади
- Інститут спеціальних систем і технологій Інституту машин і систем (буд. № 12)